# Харяна
Харяна (на хинди: हरयाणा; на английски: Haryana) е щат в северна Индия. Столица е Чандигарх (не влиза административно в състава на Харяна, а е отделна „съюзна територия“), най-голям град е Фаридабад. Населението наброява 21 144 000 души (16-о място в Индия 2001 г.). През 2024 г. вече надвишава 29 милиона.

## География
Площ 44 212 км² (20-о място).

## Административно деление
В щата има 81 града и 6759 села, състои се от 20 общини.

## Население
По данни от 2001 година, в щата живеят 21 144 000 души, средната гъстота е 477 души на квадратен километър, мнозинството от населението са етнически пенджабци.

### Религия
Мнозинството от населението са индуси – 70%, следват: 24% сикхи, 5,8% мюсюлмани и други.

### Езици
Мнозинството от населението говори на хинди – 87,34%, следват: панджабски – 10,57% и урду – 1,23%.